# Evidence
Evidence är en låt av Faith No More. Den utgavs i maj 1995 som den tredje och sista singeln från deras femte studioalbum King for a Day... Fool for a Lifetime. "Evidence" handlar om otrohet. Låten spelades även in på italienska, portugisiska och spanska. Musikvideon regisserades av Walter Stern.
En strof ur låten lyder:
| ” | Anything you say, we know you're guilty Hands above your head, and you won't even feel me You won't feel me | „ |

## Låtlista
Orange Drooker
1. "Evidence" – 4:53
2. "King for a Day" – 6:36
3. "I Wanna Fuck Myself" (GG Allin) – 2:54
4. "Spanish Eyes" (Kaempfert/Singleton/Snyder) – 2:59

Pale Blue Drooker
1. "Evidence" – 4:53
2. "Midlife Crisis" (Live) – 3:26
3. "Epic" (Live) – 4:49
4. "We Care a Lot" (Live) – 4:05

Negative of Screaming Woman
1. "Evidence" – 3:56
2. "Das Schutzenfest" – 3:03
3. Interview – 9:27

Screaming Woman
1. "Evidence" – 3:54
2. "Easy" (Live) – 3:04
3. "Digging the Grave" – 3:11
4. "From Out of Nowhere" – 3:31

## Medverkande
Faith No More
- Mike Patton – sång
- Billy Gould – basgitarr
- Mike Bordin – trummor
- Roddy Bottum – keyboard
- Trey Spruance – sologitarr

Övriga
- Eric Drooker – illustrationer